# Rožňavské Bystré
Rožňavské Bystré es un municipio del distrito de Rožňava en la región de Košice, Eslovaquia, con una población estimada a final del año 2024 de 551 habitantes.
Se encuentra ubicado al oeste de la región, en la cuenca hidrográfica del río Hernád, y cerca de la frontera con la región de Banská Bystrica y Hungría.

## Demografía
| Año        | 1994 | 2004    | 2014    | 2024     |
| ---------- | ---- | ------- | ------- | -------- |
| Población  | 568  | 582     | 632     | 551      |
| Diferencia |      | +2,46 % | +8,59 % | −12,81 % |

| Año        | 2023 | 2024    |
| ---------- | ---- | ------- |
| Población  | 563  | 551     |
| Diferencia |      | −2,13 % |